# Skrzeszowice (gromada)
Skrzeszowice – dawna gromada, czyli najmniejsza jednostka podziału terytorialnego Polskiej Rzeczypospolitej Ludowej w latach 1954–1972.
Gromady, z gromadzkimi radami narodowymi (GRN) jako organami władzy najniższego stopnia na wsi, funkcjonowały od reformy reorganizującej administrację wiejską przeprowadzonej jesienią 1954 do momentu ich zniesienia z dniem 1 stycznia 1973, tym samym wypierając organizację gminną w latach 1954–1972.
Gromadę Skrzeszowice z siedzibą GRN w Skrzeszowicach utworzono – jako jedną z 8759 gromad na obszarze Polski – w powiecie miechowskim w woj. krakowskim, na mocy uchwały nr 24/IV/54 WRN w Krakowie z dnia 6 października 1954. W skład jednostki weszły obszary dotychczasowych gromad Skrzeszowice i Szczepanowice ze zniesionej gminy Niedźwiedź, Łososkowice ze zniesionej gminy Koniusza oraz Goszyce ze zniesionej gminy Luborzyca, wszystkie w tymże powiecie. Dla gromady ustalono 13 członków gromadzkiej rady narodowej.
Gromadę zniesiono 31 grudnia 1961, a jej obszar włączono do gromad: Niedźwiedź w powiecie miechowskim (wieś Szczepanowice) i Biurków Wielki w powiecie proszowickim (wsie Goszyce, Łososkowice i Skrzeszowice).